# Ctenolabrus
Ctenolabrus és un gènere de peixos de la família dels làbrids i de l'ordre dels perciformes.

## Taxonomia
- Ctenolabrus rupestris (Linnaeus, 1758)[2][3][4][5][6][7]